# 松本秀治
松本 秀治（まつもと ひではる、1894年3月17日 - 1983年5月1日）は、大日本帝国陸軍の軍人・軍医。最終階級は陸軍軍醫少将。
東京帝国大学医学部（のちの東京大学医学部）卒業。陸軍士官学校、陸軍軍医学校教官などを経て、第23軍軍医部長となる。形成外科医の他、疫病の研究や口腔外科医として戦地にて活躍した。
父は長州藩の武士・医者・官軍である松本 三省（まつもと さんせい）（別名、源 道秀）。親戚に日本画家の松林桂月がいる。

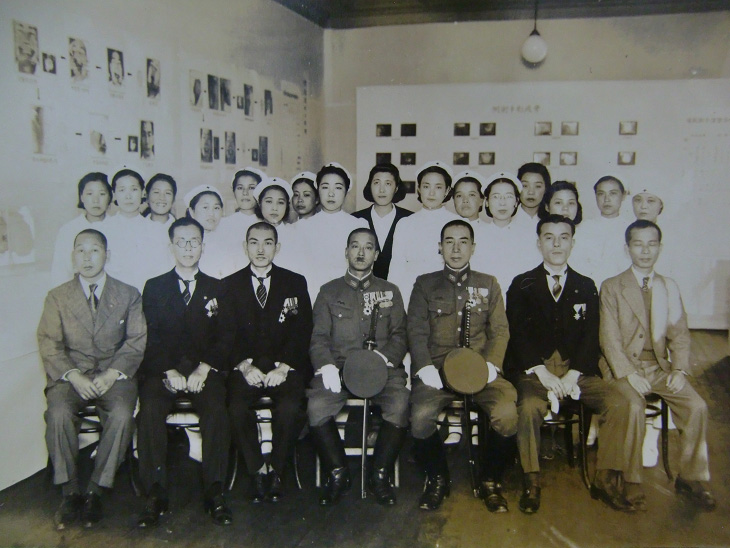
軍医としての松本秀治（中央）

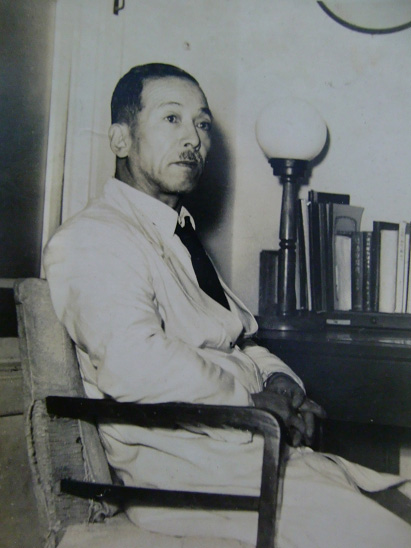
戦後、松本医院にて

## 経歴
明治27年（1894年）3月17日、山口県に生まれる。東京帝国大学医学部卒業後、陸軍軍医学校に入校。軍医として文部省歯科病院で修業し、三内多喜治主幹のもと陸軍軍医学校教官となる。その後、満洲に赴任。当時は、中国大陸において既に昭和12年7月7日に日支事変が勃発し、戦局は拡大の一途をたどり、大東亜戦争（太平洋戦争）へと突入していこうとした時代であり、戦地より護送される顎・顔面損傷患者が大幅に増加していた。中国全土に広がる激戦で、患者が多数に生じ、現地での治療が困難な状態となり、陸軍軍医学校の診療機関を利用して、顎・顔面戦傷患者治療に当たることとなった。軍医の補習教育機関であった陸軍軍医学校に口腔外科が置かれ、松本は三内多喜治の後に主幹となった。陸軍軍医学校でこれら顎・顔面戦傷患者の治療に当たった関係者が、その経験を基礎として戦後の口腔形成手術の発展を担う中、松本はその中心人物となった。戦地での治療と研究を記した著書は、今日の急患の処置に十分間に合うような内容で、口腔外科の発展に大きな影響を与えた。香港駐在中には、胡文虎邸に招かれるなど、士官として現地の政治家や実業家とも幅広く交流を深めた。東條英機陸軍大将の手術を執刀したこともあり、その際には壺を授与された。
1947年（昭和22年）11月28日、公職追放仮指定を受けた。
戦後は福島県いわき市にて松本医院を開業。